# Jacob Nybroe
Jacob Nybroe (født 15. april 1965) er en dansk journalist, der fra september 2016 til 10. august 2023 var chefredaktør på Jyllands-Posten. Han har tidligere været nyhedschef for TV 2 Nyhederne. 
Nybroe er student fra Risskov Amtsgymnasium i 1983 og senere uddannet journalist fra Danmarks Journalisthøjskole. Han har tidligere arbejdet i DSB, på Jyllands-Posten og TV 2/Østjylland indtil han i 2000 blev redaktionschef på TV 2 Nyhederne og således havde ansvaret for redaktionen i Odense. 
I august 2010 blev han udnævnt til nyhedschef efter at Michael Dyrby var blevet udnævnt til nyhedsdirektør og medlem af TV 2's direktion. 
PÅ Jyllands-Posten blev Nybroe chefredaktør på et tidspunkt, hvor avisen stadig var stærkt præget af Muhammed-krisen. Nybroes mantra blev formlen "mere Herning og mindre Muhammed", hvor han tilkendegav, at værdistof ikke skulle have forrang på avisen, men stå i lige konkurrence med andre stofområder.
Jacob Nybroe er bror til journalist Jeppe Nybroe.